# Герои Социалистического Труда Севастополя
В настоящий список включены:

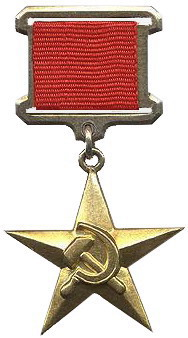
Золотая медаль «Серп и Молот»

- Герои Социалистического Труда, на момент присвоения звания проживавшие на территории современного города федерального значения Севастополь, — 12 человек;
- уроженцы Севастополя, удостоенные звания Героя Социалистического Труда в других регионах СССР, — 2 человека;
- Герои Социалистического Труда, прибывшие на постоянное проживание в Севастополь, — 9 человек.

Вторая и третья части списка могут быть неполными из-за отсутствия данных о месте рождения и проживания ряда Героев.
В таблицах отображены фамилия, имя и отчество Героев, должность и место работы на момент присвоения звания, дата Указа Президиума Верховного Совета СССР, отрасль народного хозяйства, место рождения/проживания, а также ссылка на биографическую статью на сайте «Герои страны». Формат таблиц предусматривает возможность сортировки по указанным параметрам путём нажатия на стрелку в нужной графе.

## История
Первой на территории Севастополя звания Героя Социалистического Труда была удостоена В. М. Коновалова, которой эта высшая степень отличия была присвоена Указом Президиума Верховного Совета СССР от 26 февраля 1958 года за особые заслуги в развитии сельского хозяйства и достижение высоких показателей по производству винограда и внедрение в производство достижений науки и передового опыта.
Больше всего Героев Социалистического Труда представлены судостроением и сельским хозяйством по — 3 человека; рыбной промышленностью, строительством — по 2 человека.

## Лица, удостоенные звания Героя Социалистического Труда в Севастополе
| №  | Фамилия, имя, отчество        | Даты жизни              | Деятельность | Дата присвоения | Отрасль       | Место рождения       | ГС        |
| -- | ----------------------------- | ----------------------- | --- | --------------- | ------------- | -------------------- | --------- |
| 1  | Алисов Евгений Алексеевич     | 03.01.1929 — 09.12.2008 | Капитан-директор большого морозильного рыболовного траулера «Жуковский» Севастопольского управления океанического рыболовства Херсонского совнархоза                   | 13.04.1963      | рыбхоз        | *Ростовская область  | [ ГС 1 ]  |
| 2  | Багринцев Николай Васильевич  | 01.12.1937 — 26.01.2014 | Бригадир трубогибщиков Севастопольского морского завода имени Серго Орджоникидзе Министерства судостроительной промышленности СССР                                     | 14.06.1977      | судостроение  | *Сахалинская область | [ ГС 2 ]  |
| 3  | Виноградов Сергей Сергеевич   | 30.05.1926 — 16.09.2016 | Директор Севастопольского морского завода имени Серго Орджоникидзе Министерства судостроительной промышленности СССР                                                   | 26.04.1971      | судостроение  | *Вологодская область | [ ГС 3 ]  |
| 4  | Коновалова Варвара Михайловна | 19.12.1909 — 24.08.1995 | Звеньевая совхоза имени Полины Осипенко Бахчисарайского района Крымской области                                                                                        | 26.02.1958      | сельхоз       | *Брянская область    | [ ГС 4 ]  |
| 5  | Кукушкина Клавдия Петровна    | 01.10.1922 — 05.11.2005 | Овощевод совхоза «Севастопольский» Балаклавского района гор. Севастополя                                                                                               | 08.04.1971      | сельхоз       | *Московская область  | [ ГС 5 ]  |
| 6  | Лях Яков Иванович             | 13.03.1914 — 13.03.1977 | Бригадир совхоза «Золотая балка», гор. Севастополь | 30.04.1966      | сельхоз       | *Полтавская область  | [ ГС 6 ]  |
| 7  | Митяева Валентина Евгеньевна  | 04.09.1936 — 16.04.1996 | Колхозница колхоза «Память Ленина» Бахчисарайского района Крымской области                                                                                             | 08.12.1973      | сельхоз       | *Московская область  | [ ГС 7 ]  |
| 8  | Музыка Николай Алексеевич     | 02.02.1927 — 06.07.1963 | Бригадир комплексной бригады штукатуров треста «Севастопольстрой» Херсонского совнархоза                                                                               | 09.08.1958      | строительство | *Винницкая область   | [ ГС 8 ]  |
| 9  | Ребров Евгений Андреевич      | 15.02.1928 — 02.10.2002 | Бригадир комплексной бригады строительного управления № 42 треста «Севастопольстрой»                                                                                   | 11.08.1966      | строительство | *Саратовская область | [ ГС 9 ]  |
| 10 | Русак Анатолий Ипполитович    | 18.12.1929 — 05.11.1992 | Капитан-директор большого рыболовного консервного траулера «Наталья Ковшова» Севастопольского управления океанического рыболовства Министерства рыбного хозяйства СССР | 07.07.1966      | рыбхоз        | *Каракалпакстан      | [ ГС 10 ] |
| 11 | Семенец Николай Иванович      | 01.03.1924 — 30.07.1988 | Машинист экскаватора Балаклавского рудоуправления имени Горького Министерства чёрной металлургии Украинской ССР, гор. Севастополь                                      | 22.03.1966      | металлургия   | *Полтавская область  | [ ГС 11 ] |
| 12 | Табачный Геннадий Матвеевич   | 13.09.1912 — 14.06.1971 | Слесарь Севастопольского морского завода имени Серго Орджоникидзе Министерства судостроительной промышленности СССР                                                    | 25.07.1966      | судостроение  | Севастополь          | [ ГС 12 ] |

## Уроженцы Севастополя, удостоенные звания Героя Социалистического Труда в других регионах СССР
| № | Фамилия, имя, отчество      | Даты жизни              | Деятельность                                                                                       | Дата присвоения | Отрасль     | Место рождения | ГС       |
| - | --------------------------- | ----------------------- | -------------------------------------------------------------------------------------------------- | --------------- | ----------- | -------------- | -------- |
| 1 | Иванов Александр Михайлович | 25.05.1912 — 01.04.1995 | Главный агроном совхоза «Новоджанкойский» Джанкойского района Крымской области                     | 30.04.1966      | сельхоз     | Севастополь    | [ ГС 1 ] |
| 2 | Тюриков Вячеслав Васильевич | 08.10.1929 — 17.07.2010 | Старший плавильщик Запорожского завода ферросплавов Министерства чёрной металлургии Украинской ССР | 22.03.1966      | металлургия | Севастополь    | [ ГС 2 ] |

## Герои Социалистического Труда, прибывшие в Севастополь на постоянное проживание из других регионов
| № | Фамилия, имя, отчество              | Даты жизни              | Деятельность | Дата присвоения | Отрасль       | Место проживания | ГС       |
| - | ----------------------------------- | ----------------------- | --- | --------------- | ------------- | ---------------- | -------- |
| 1 | Веселков Никон Зосимович            | 03.04.1906 — 18.11.2001 | Капитан рыболовного траулера «Петропавловск» Управления тралового флота, Архангельская область                                                           | 13.04.1963      | рыбхоз        | Севастополь      | [ ГС 1 ] |
| 2 | Заболотный Василий Макарович        | 26.06.1935 — 29.10.2015 | Бригадир плотников-бетонщиков треста «Черкасхимстрой» Министерства промышленного строительства Украинской ССР, Черкасская область                        | 08.01.1974      | строительство | Севастополь      | [ ГС 2 ] |
| 3 | Крейдик Сергей Михайлович           | 03.12.1909 — 08.05.1980 | Старший агроном Стахановской МТС Октябрьского района Сталинабадской области                                                                              | 03.05.1949      | сельхоз       | Севастополь      | [ ГС 3 ] |
| 4 | Кушнарёва (Шехтер) Анна Герасимовна | 14.10.1921 — 28.07.2021 | Звеньевая колхоза имени Карла Либкнехта Одесского района Одесской области                                                                                | 04.07.1949      | сельхоз       | Севастополь      | [ ГС 4 ] |
| 5 | Майборода Иван Иванович             | 02.07.1911 — 11.06.1984 | Виноградарь колхоза «Борьба за мир» Старо-Крымского района Крымской области                                                                              | 26.02.1958      | сельхоз       | Севастополь      | [ ГС 5 ] |
| 6 | Маковеев Александр Фёдорович        | 08.03.1913 — 13.06.1991 | Бригадир комплексной бригады каменщиков треста «Мурманрыбстрой» Мурманского совнархоза                                                                   | 09.08.1958      | строительство | Севастополь      | [ ГС 6 ] |
| 7 | Приболовец Степан Леонтьевич        | 29.11.1901 — 22.11.1999 | Директор откормочного совхоза «Хуторок» Министерства мясной и молочной промышленности СССР, Ново-Кубанский район Краснодарского края                     | 05.10.1949      | сельхоз       | Севастополь      | [ ГС 7 ] |
| 8 | Просянкин Григорий Лазаревич        | 06.01.1920 — 16.09.1998 | Директор машиностроительного предприятия «Звёздочка» Министерства судостроительной промышленности СССР, Архангельская область                            | 26.04.1971      | судостроение  | Севастополь      | [ ГС 8 ] |
| 9 | Тихонов Николай Никифорович         | 13.08.1925 — 26.06.2014 | Бригадир проходческой бригады шахты Бутовская-Глубокая Министерства строительства предприятий угольной промышленности Украинской ССР, Сталинская область | 26.04.1957      | углепром      | Севастополь      | [ ГС 9 ] |